# Löwenstein-Wertheim
 (août 2024).
Si vous disposez d'ouvrages ou d'articles de référence ou si vous connaissez des sites web de qualité traitant du thème abordé ici, merci de compléter l'article en donnant les références utiles à sa vérifiabilité et en les liant à la section « Notes et références ».
Löwenstein-Wertheim était un comté du Saint Empire romain germanique, faisant partie du cercle franconien. Il a été formé à partir des comtés de Löwenstein (basé dans la ville de Löwenstein ) et de Wertheim (basé dans la ville de Wertheim am Main) et de 1488 à 1806 gouverné par la maison de Löwenstein-Wertheim qui sont des descendants morganatiques (de la lignée la plus ancienne) de la branche Palatine de la maison de Wittelsbach.

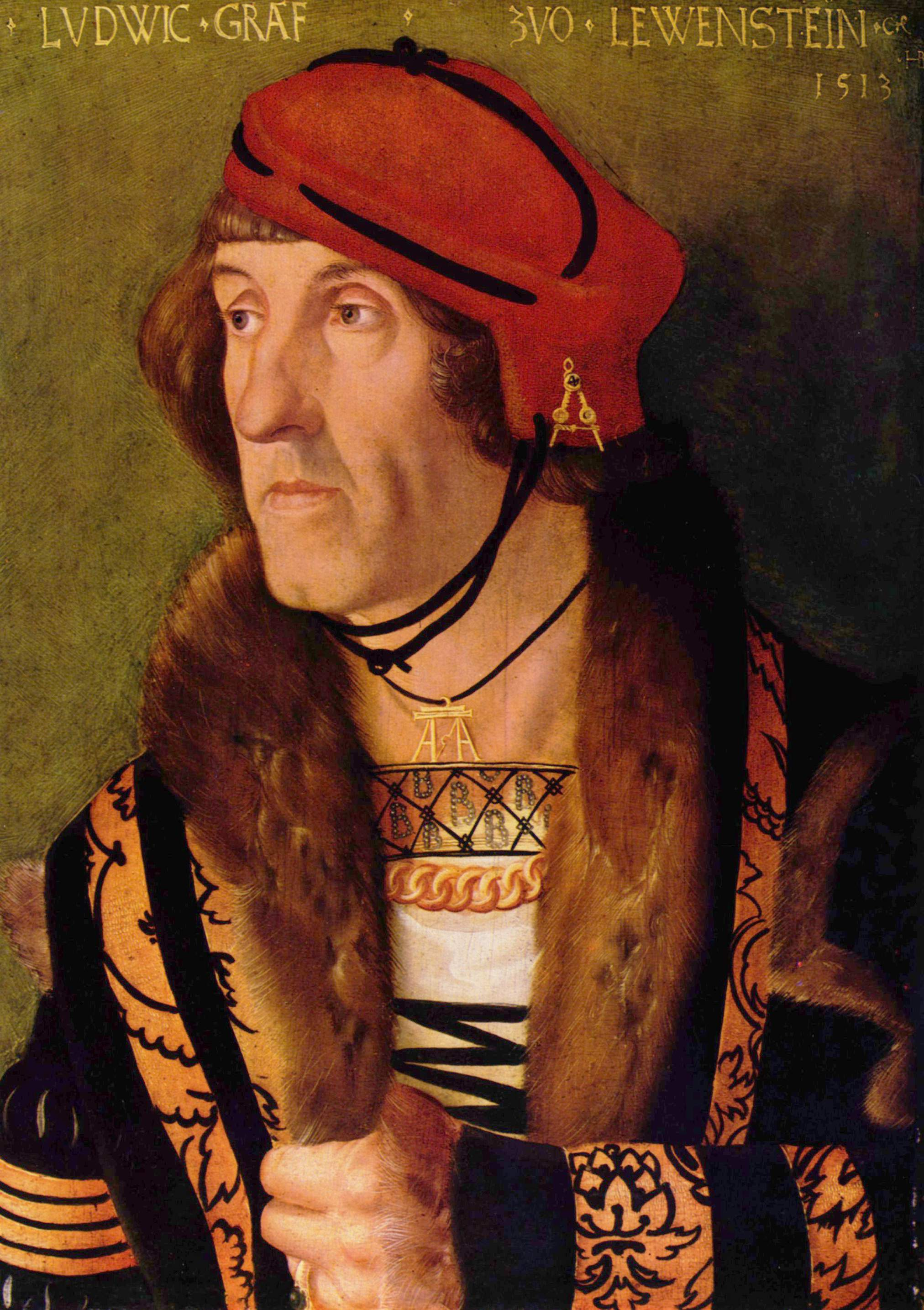
Louis Ier, comte de Löwenstein (1494-1524), fils morganatique de Frédéric Ier, électeur palatin

Le comté de Löwenstein appartenait à une branche de la famille des comtes de Calw avant 1281, date à laquelle il fut acheté par le roi allemand Rodolphe Ier de Habsbourg, qui l'offrit à son fils naturel Albert. En 1441, Henri, un des descendants d'Albert, le vendit à Frédéric Ier, comte palatin du Rhin, chef de la branche palatine de la maison de Wittelsbach, et plus tard il servit de portion à Louis (1494-1524), fils de l'électeur par un mariage morganatique, qui devint comte du Saint-Empire en 1494. Louis obtint Löwenstein en Souabe et reçut de l'empereur Maximilien Ier le titre de comte de Löwenstein.[réf. nécessaire]
La famille a perdu Löwenstein au profit d'Ulrich, duc de Wurtemberg, mais Louis III, comte de Löwenstein, par son mariage avec Anna, héritière du comte de Wertheim, a obtenu ce territoire.[réf. nécessaire] Louis III a laissé deux fils : Christopher Louis, un luthérien, et John Dietrich, qui est resté catholique, ainsi la famille a été divisée en deux : 
- Löwenstein-Wertheim-Virneburg (renommé plus tard en Löwenstein-Wertheim-Freudenberg), branche luthérienne.
- Löwenstein-Wertheim-Rochefort (renommé plus tard en Löwenstein-Wertheim-Rosenberg), branche catholique.

Le comté de Virneburg était un territoire du Saint Empire dans la région de l'Eifel dans l'actuelle Rhénanie-Palatinat dont la famille avait hérité vers 1600. Le comté de Rochefort (aujourd'hui en Belgique dans la province de Namur) avait à l'origine sa propre maison comtale, après quoi il appartenait à la Maison de Stolberg à partir de 1544 avant d'arriver à la famille de Löwenstein-Wertheim en 1574. 
A la veille de la Révolution française, la maison possédait des territoires sur le Main, dans l'Odenwald, en Bohême, dans le Palatinat, l'Eifel, dans les Pays-Bas autrichiens et en Alsace. Cependant, ceux-ci étaient tous assez fragmentés et avaient des titres juridiques différents. 
Le chef de la lignée plus jeune et catholique, fut nommé Prince du Saint-Empire en 1711. Le chef de la lignée plus ancienne et protestante, fut nommés prince (« Fürst ») par le roi de Bavière en 1812 et par le roi de Wurtemberg en 1813. 
Dans le Recès d'Empire de 1803, les Löwenstein-Wertheim ont obtenu des terres de compensation pour leurs zones perdues à la France sur la Rive gauche du Rhin, principalement sur la partie inférieure de la rivière Main. Les comtes de Löwenstein-Wertheim-Virneburg ont reçu le Monastère de Triefenstein, dissous au cours de la sécularisation, le prince de Löwenstein-Wertheim-Rochefort reçut l'Abbaye de Bronnbach. Cela leur a permis de consolider leur territoire. Afin de distinguer les deux lignes à l'avenir, la ligne catholique a reçu le nom de Löwenstein-Wertheim-Rosenberg après Rosenberg (Bade) et la ligne protestante Löwenstein-Wertheim-Freudenberg après Freudenberg (Bade). 
Mais il n'y avait pas beaucoup de temps pour la consolidation interne et externe. En 1806, avec la dissolution du Saint Empire, la maison est médiatisé par les princes de la confédération du Rhin. Ses territoires étaient répartis entre pas moins de six États (grand-duché de Bade, royaume de Wurtemberg, royaume de Bavière, grand-duché de Wurtzbourg, grand-duché de Francfort, grand-duché de Hesse-Darmstadt). En vertu du protocole de Francfort du 20 juillet 1819, toutes les terres familiales sont médiatisées. La superficie du comté de Löwenstein était d'environ milles carrés. 
Les princes des deux lignées règnantes autrefois indépendantes ont conservé leur statut, leur égalité avec les maisons souveraines restantes et certains droits politiques spéciaux en leur qualité de « Standesherren » (« seigneurs de rang »), créés par l'Acte confédéral allemand.
Les deux lignes existent à ce jour. La lignée Rosenberg réside dans leur Château de Löwenstein à Kleinheubach en Bavière, alors qu'ils ont vendu le monastère de Bronnbach en 1986. En 2002 elle acquit le château de Laudenbach ; une branche plus jeune vit au château de Habitzheim. La lignée protestante de Freudenberg est située au château de Kreuzwertheim en Bavière. En 1995, les deux lignes ont vendu le château en ruine de Wertheim à la ville.
En plus de ces possessions dans l'Ancien Empire, les Löwenstein-Wertheim-Rosenberg possédaient de vastes domaines en Bohême (château de Haid, la domaine de Weseritz) depuis le XVIIIe siècle.
Les monarques actuels de Belgique, du Luxembourg et du Liechtenstein, ainsi que les prétendants aux trônes du Portugal, d'Italie (branche de Naples), de Bavière et d'Autriche-Hongrie descendent (pas dans la lignée masculine) de la branche de Rosenberg. Rupert zu Löwenstein, le directeur financier de longue date des Rolling Stones, était membre de la branche Freudenberg.

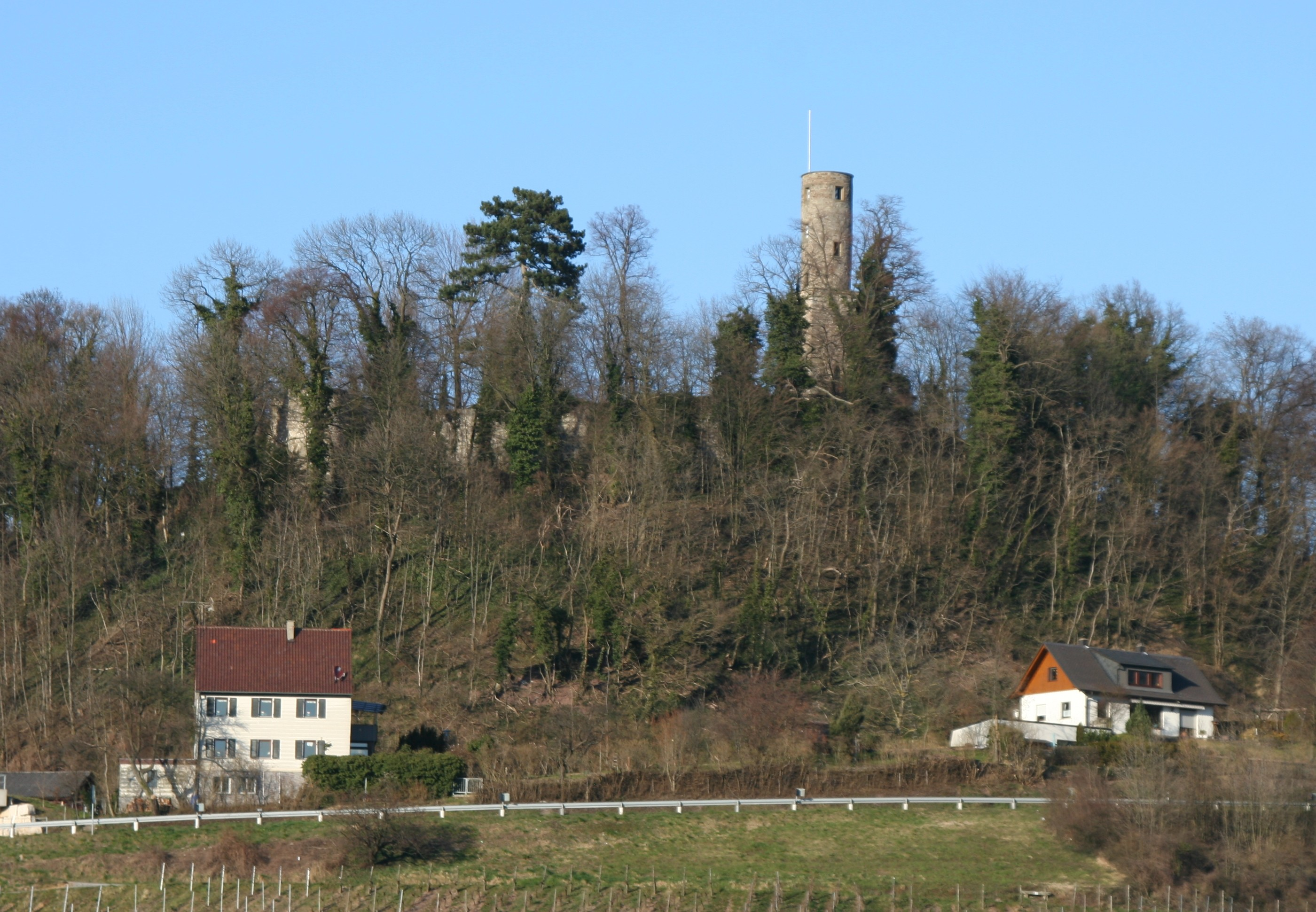
Le château de Löwenstein
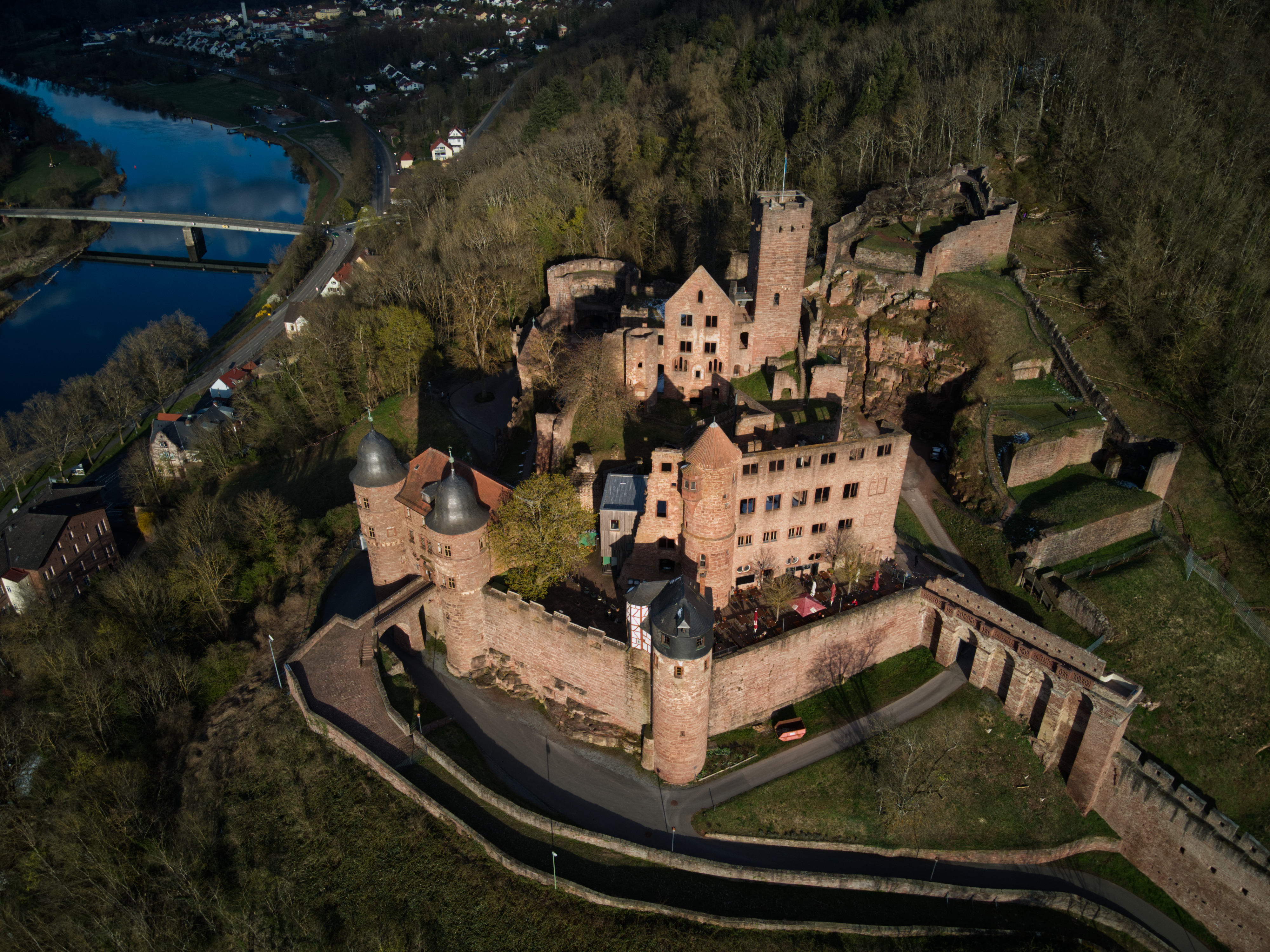
Le château de Wertheim
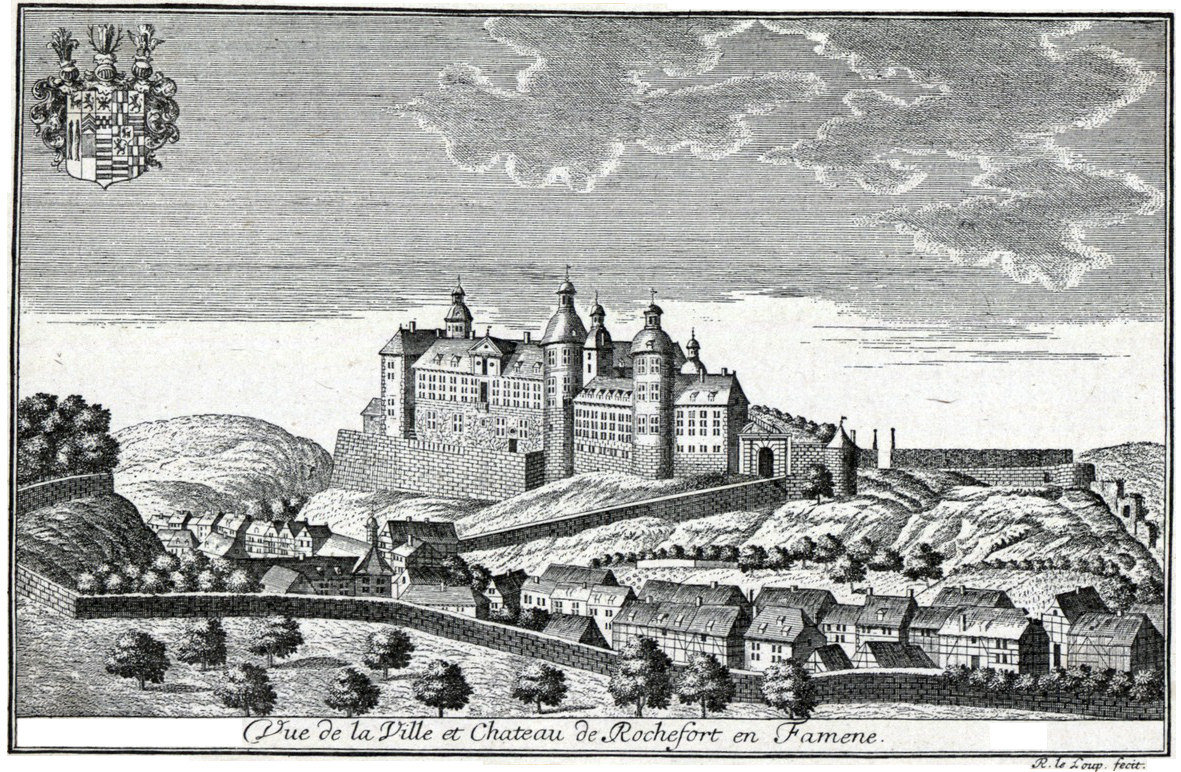
Le Château comtal de Rochefort
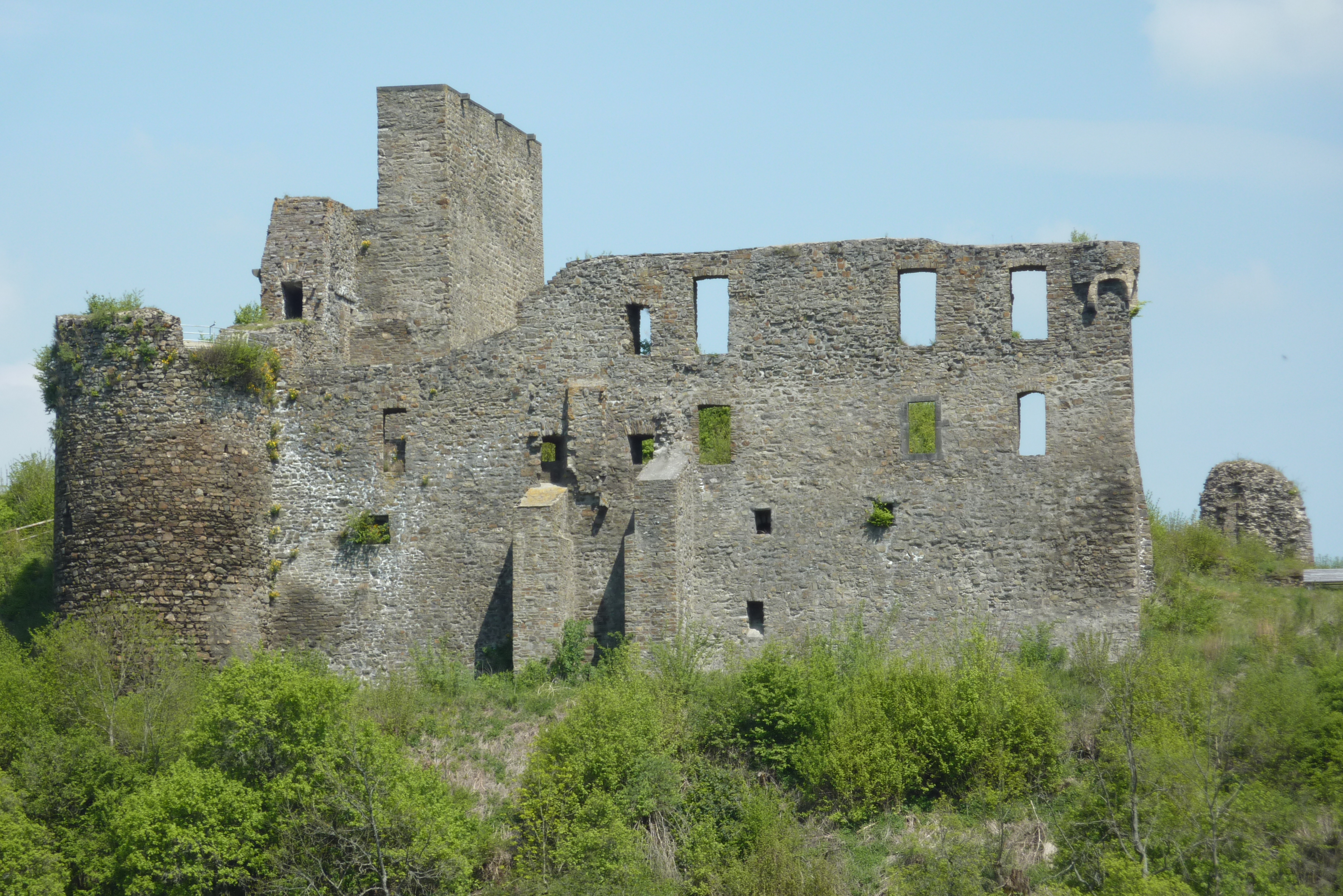
Le château de Virneburg
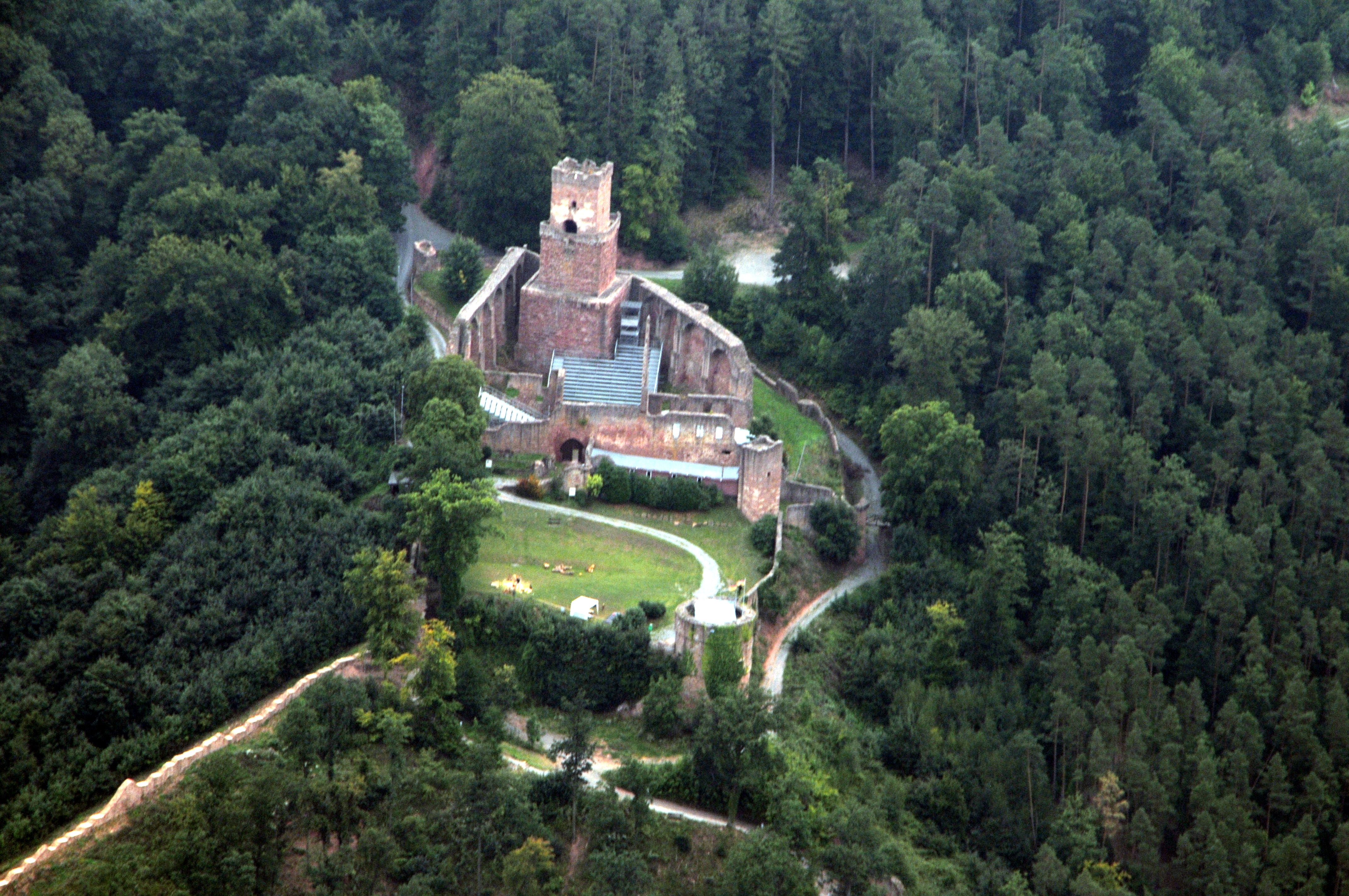
Le château de Freudenberg
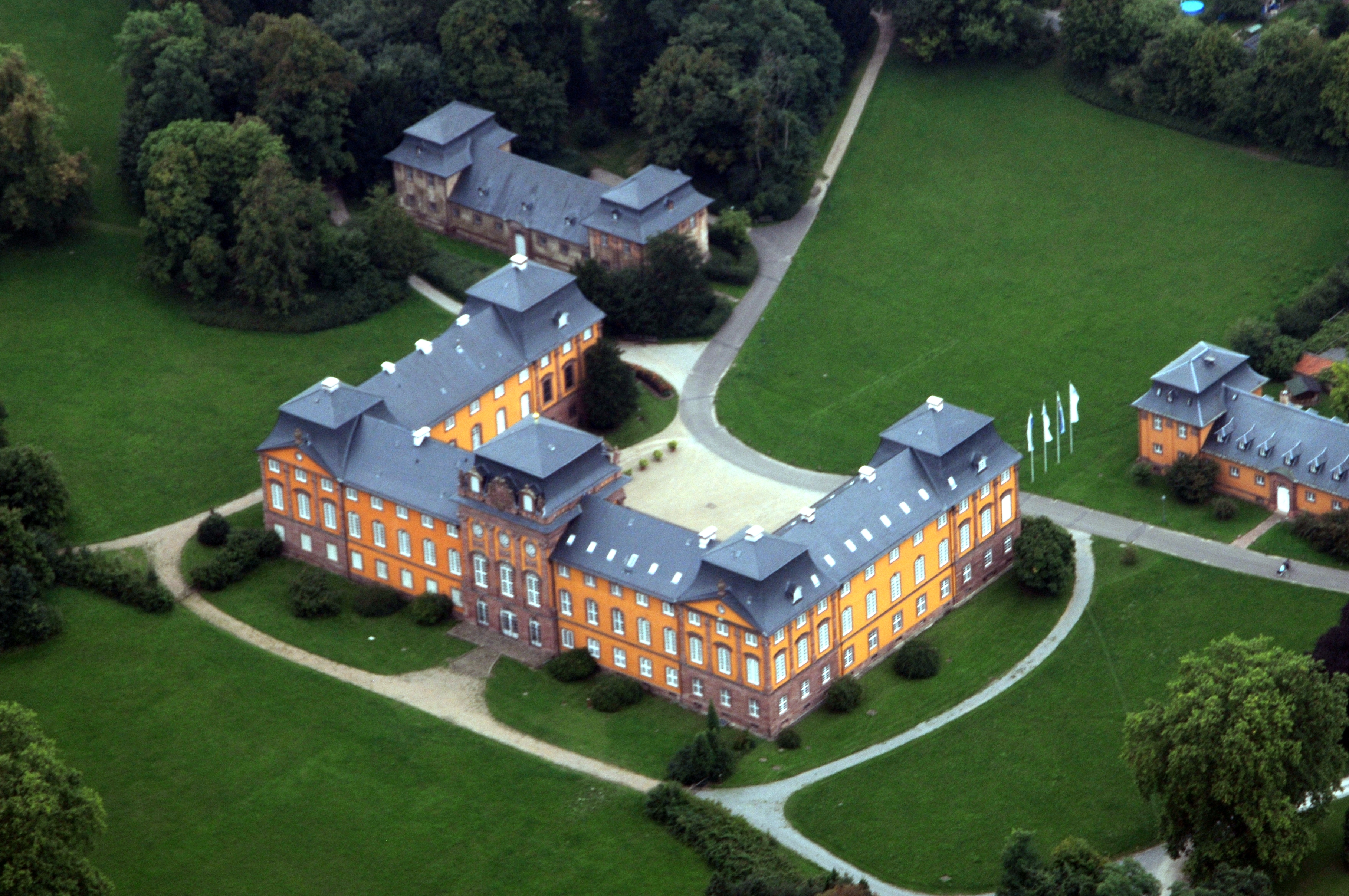
Le château de Löwenstein à Kleinheubach
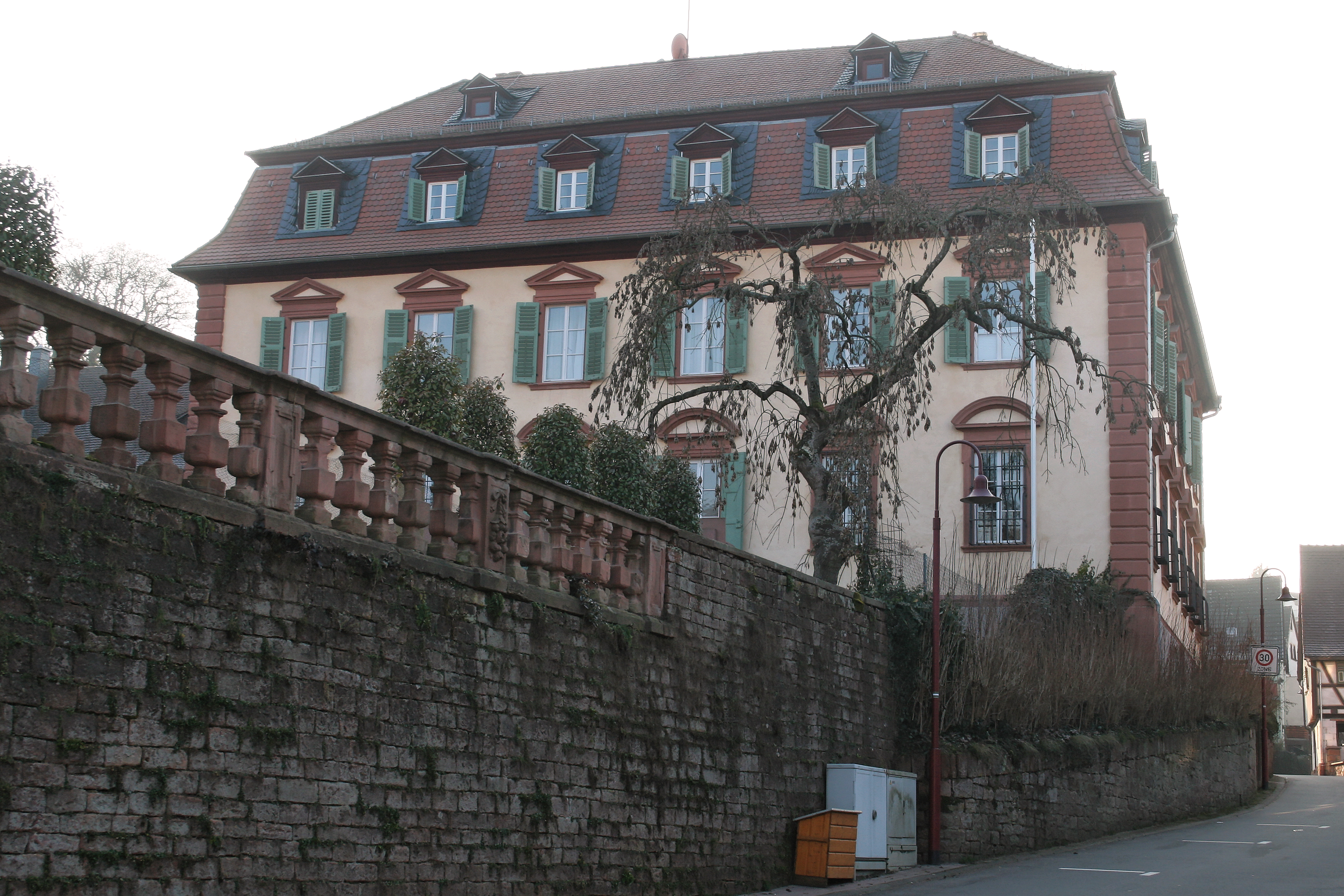
Le château de Laudenbach
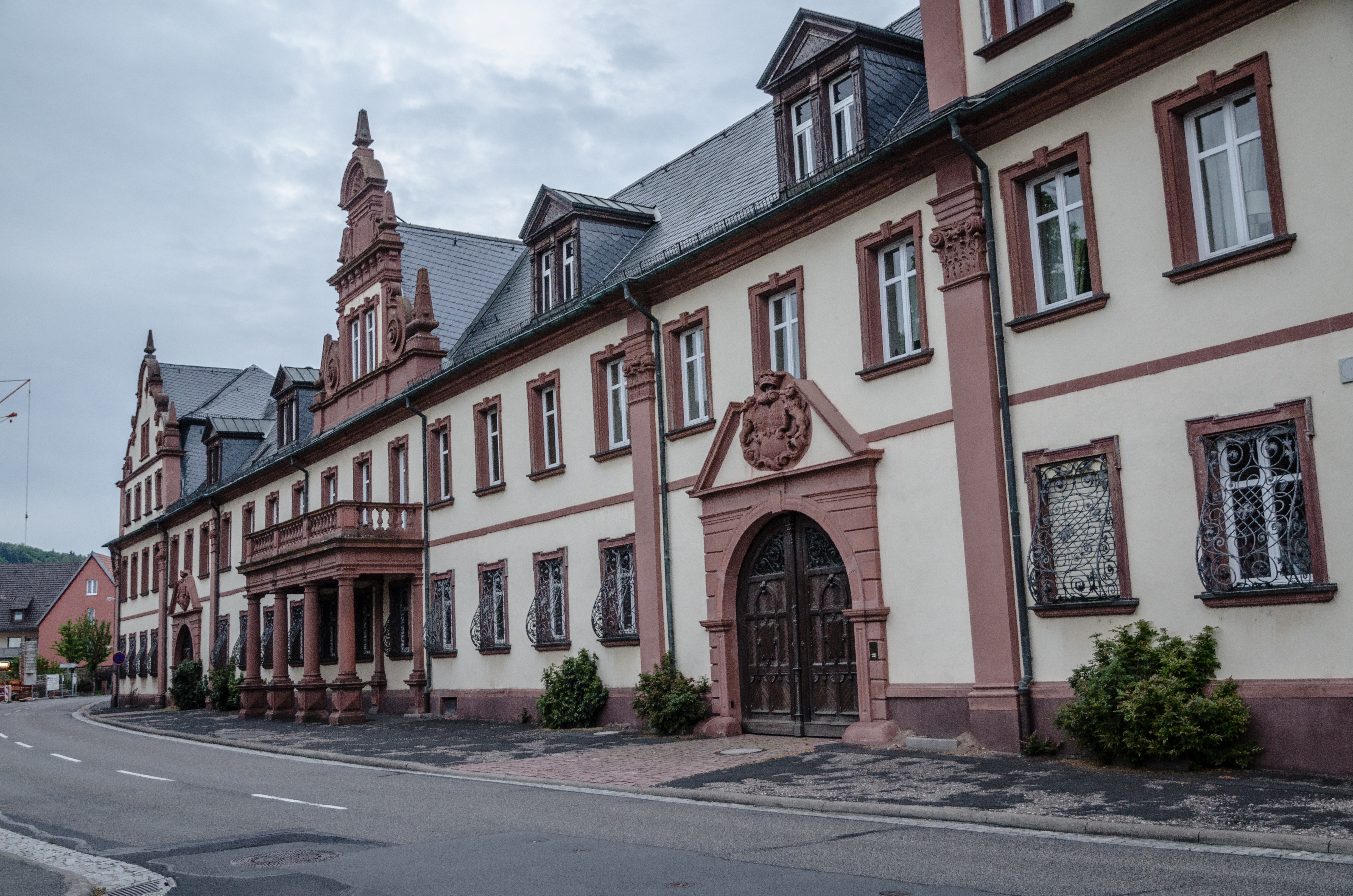
Le château de Kreuzwertheim

## Armes

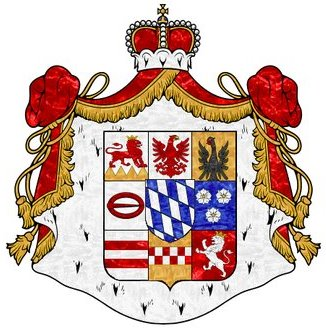
Armoiries des Löwenstein-Wertheim-Rosenberg, avec l'écusson de la Bavière

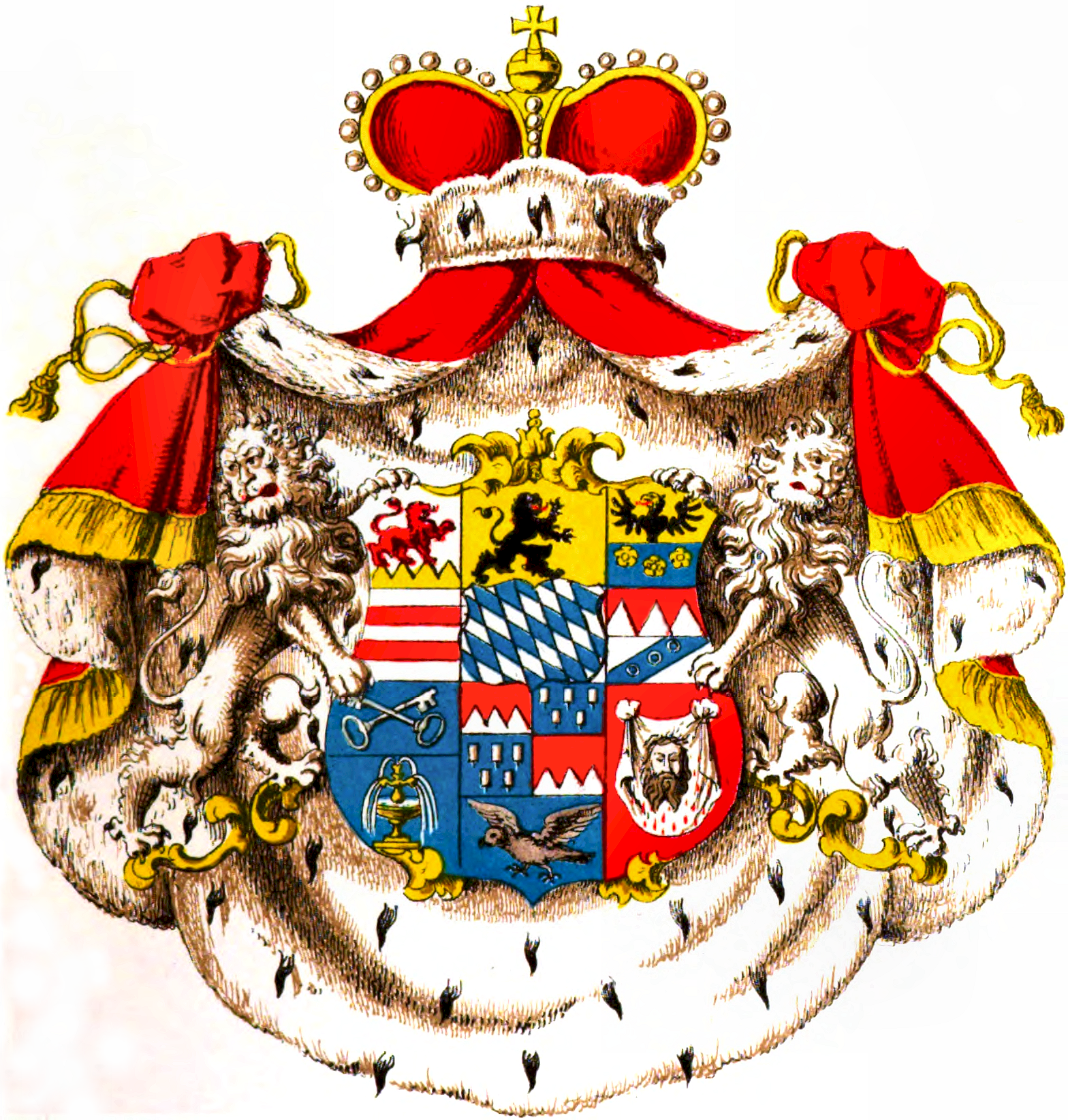
Armoiries des Löwenstein-Wertheim-Freudenberg